# لسة (ألبوم)
الفنانة اصالة نصري هي مغنية سورية ولها عدة البومات منها البوم لسة الذي اصدر عام 1995 ويحتوي على 6 اغاني .
لسة هو البوم للفنانة السورية أصالة نصري، تم إصداره عام 1995.

## قائمة الأغاني
- إحنا بنستناك
- لسة فاكر
- قصيدة
- شاهدنا الورد
- شلون أنام الليل
- طوّلوا